# Річард Геммінг

Двовимірне зображення відстані Геммінга.

Річард Веслі Геммінг (англ. Richard Wesley Hamming; 11 лютого 1915 — 7 січня 1998) — американський математик, його роботи мали великий вплив на розвиток інформатики та телекомунікацій. До його внеску належить розробка коду Геммінга (в якому використані матриці Геммінга), функції вікна Геммінга (описана розділі 5.8 його книги про цифрові фільтри), числа Геммінга, пакування куль і відстань Геммінга.

## Біографічні відомості
Він отримав ступінь бакалавра Чиказького університету 1937 р., ступінь магістра в Університеті штату Небраска в 1939 році, PhD в Іллінойському університеті в Урбана-Шампейн в 1942 році. Був професором в університеті Луїсвілля під час Другої світової війни, і почав працювати на Мангеттенському проєкті в 1945 році, де він написав програму для однієї з перших електронних цифрових обчислювальних машин для обчислення розв'язків складених присутніми на проєкті фізиками рівнянь. Метою програми було з'ясувати, чи може зайнятись атмосфера після ядерного вибуху.[джерело?] Результати обчислень показали, що займання атмосфери не буде, і Сполучені Штати спочатку здійснили випробування бомб в Нью-Мексико, та скинули дві бомби на Японію.
Пізніше, з 1946 по 1976 рр. працював у Bell Telephone Laboratories, де співпрацював з Клодом Шенноном. Протягом цього періоду був ад'юнкт-професором в Інженерній школі Міського коледжу Нью-Йорку.
23 липня 1976 р. перейшов до Вищої морської школи, де працював ад'юнкт-професором до 1997 року, коли став почесним професором. Помер рік потому, 1998 р.
Був засновником і президентом Асоціації з обчислювальної техніки. Його філософія наукових обчислень описана в передмові до його книжки 1962 р. про чисельні методи: Мета обчислень розуміння, а не числа.

## Нагороди і визнання
- Премія Тюрінга, Асоціації з обчислювальної техніки, 1968.
- Член IEEE, 1968.
- Премія IEEE ім. Emanuel R. Piore, 1979.
- Член Національної академії технологій (National Academy of Engineering), 1980.
- Премія ім. Гарольда Пендера, Пенсільванський університет, 1981.
- Медаль IEEE ім. Річарда Геммінга, 1988.
- Член ACM, 1994.
- Премія ім. Едуарда Рейна, 1996.
- Почесна грамота від Інституту Франкліна, 1996.

Медаль Річарда Геммінга — названа на його честь нагорода, якою IEEE щорічно нагороджує за «винятковий внесок в науку, інформаційні системи і технології»

## Книги
- Numerical Methods for Scientists and Engineers, McGraw-Hill, 1962; друге видання 1973. Dover paperback reprint: Hamming, Richard W; Hamming, Richard Wesley (1986). Numerical Methods for Scientists and Engineers. ISBN 0486652416..
- Calculus and the Computer Revolution, Houghton-Mifflin, 1968.
- Introduction To Applied Numerical Analysis, McGraw-Hill, 1971.
- Computers and Society, McGraw-Hill, 1972.
- Digital Filters, Prentice Hall, 1977; друге видання 1983; третє видання 1989; Paperback reprint: Hamming, Richard Wesley (1998). Digital Filters (вид. 3rd). Courier Dover Publications. ISBN 048665088X.
- Coding and Information Theory, Prentice Hall 1980; second edition 1986.
- Methods of Mathematics Applied to Calculus, Probability, and Statistics, Prentice Hall, 1985. Paperback reprint: Hamming, Richard Wesley (2004). Methods of Mathematics Applied to Calculus, Probability, and Statistics. Dover Publications. ISBN 0486439453.
- The Art of Probability for Scientists and Engineers, Addison-Wesley, 1991; Paperback reprint: Hamming, Richard Wesley (1994). The Art of Probability for Scientists and Engineers. Westview Press. ISBN 0201406861.
- Hamming, Richard W; Hamming, Richard Wesley (1997). The Art of Doing Science and Engineering: Learning to Learn. Gordon and Breach. ISBN 9056995014.
Повчальна книжка написана в гумористичному стилі. Розповідаючи історії з власного досвіду Геммінг намагається викласти загальні уроки створення успішної кар'єри.
(Поради про кар'єру можна прочитати в історії You and Your Research, (Hamming, 1986).)
Одна з порад Геммінга не довіряти тому, хто називає свої дані дуже точними — оскільки дані ніколи не бувають насправді такими точними, як вважають люди.

## Появи на екрані
- Хеммінг обговорює застосування та потенціал комп'ютерів в фільмі 1965 р. Logic By Machine.